# South Saturn Delta
| 전문가 평가                   | 전문가 평가 |
| 평가 점수                     | 평가 점수   |
| 출처                          | 점수        |
| ----------------------------- | ----------- |
| AllMusic                      | [ 1 ]       |
| Blender                       | [ 2 ]       |
| Encyclopedia of Popular Music | [ 3 ]       |
| Entertainment Weekly          | A−          |
| Pitchfork                     | 7.6/10      |
| The Rolling Stone Album Guide | [ 6 ]       |

《South Saturn Delta》는 미국의 록 음악가 지미 헨드릭스의 사후 컴필레이션 음반이다. 1997년 익스피리언스 헨드릭스(그의 소유지에서 운영)에 의해 발매된 이 곡은 데모 테이프, 미완성 테이크 및 교대 믹스, 그리고 1970년 헨드릭스가 죽기 전에 작업했던 이전에 발매된 자료들로 구성되어 있다.

## 배경
《South Saturn Delta》 이전에 발매된 《First Rays of the New Rising Sun》은 헨드릭스의 계획된 네 번째 스튜디오 음반을 발표하기 위한 익스피리언스 헨드릭스의 시도였다. 이 음반은 그의 첫 번째 사후 음반인 《The Cry of Love》 (1971년), 《Rainbow Bridge》 (1971년), 그리고 《War Heroes》 (1972년)에서 이전에 발매된 노래들로 구성되어 있다. 《South Saturn Delta》는 《First Rays of the New Rising Sun》에 선택되지 않은 두 개의 절판 음반 중 다섯 곡을 수집한다.
다른 트랙으로는 지미 헨드릭스 익스피리언스의 B-사이드 싱글인 〈The Stars That Play with Laughing Sam's Dice〉가 있는데, 이 싱글은 영국 컴필레이션 《Smash Hits》 (1968년)와 《Loose Ends》 (1974년)에서 발매되었지만 미국에서 공식적으로 발매된 적은 없다. 대체되는 이전에 발표된 곡들과 헨드릭스가 음반을 발매하기 위해 완료했거나 완료하지 않았을 수 있는 새로운 곡들의 데모를 취하고 혼합한다.

## 곡 목록
모든 곡들은 특별한 언급이 없는 한 지미 헨드릭스에 의해 작사/작곡하였다.
| #   | 제목                                             | 작사·작곡        | 재생 시간 |
| --- | ------------------------------------------------ | ---------------- | --------- |
| 1.  | 〈Look Over Yonder〉                             |                  | 3:25      |
| 2.  | 〈Little Wing〉                                  |                  | 2:44      |
| 3.  | 〈Here He Comes (Lover Man)〉                    |                  | 6:33      |
| 4.  | 〈South Saturn Delta〉                           |                  | 4:07      |
| 5.  | 〈Power of Soul〉                                |                  | 5:20      |
| 6.  | 〈Message to the Universe (Message to Love)〉    |                  | 6:19      |
| 7.  | 〈Tax Free〉                                     | 보 한손, 얀 칼손 | 4:58      |
| 8.  | 〈All Along the Watchtower〉                     | 밥 딜런          | 4:01      |
| 9.  | 〈The Stars That Play with Laughing Sam's Dice〉 |                  | 4:20      |
| 10. | 〈Midnight〉                                     |                  | 5:32      |
| 11. | 〈Sweet Angel (Angel)〉                          |                  | 3:55      |
| 12. | 〈Bleeding Heart〉                               | 엘모어 제임스    | 3:15      |
| 13. | 〈Pali Gap〉                                     |                  | 5:08      |
| 14. | 〈Drifter's Escape〉                             | 딜런             | 3:05      |
| 15. | 〈Midnight Lightning〉                           |                  | 3:07      |